# Universidad Federal del Estado de Río de Janeiro
La Universidad Federal del Estado de Río de Janeiro (UNIRIO) es una institución brasileña de enseñanza superior de nivel federal. Con sede en el barrio de la Urca, localizado en la ciudad de Río de Janeiro, la universidad fue evaluada positivamente en el Índice General de Cursos (IGC) del Ministerio de Educación (MEC) en 2010.

## Historia
La Universidad Federal del Estado de Río de Janeiro tiene su origen en la Federación de las Escuelas Aisladas del Estado de la Guanabara (FEFIEG), creada por el Decreto-Ley n.º 773 de 20 de agosto de 1969, que reunió establecimientos aislados de enseñanza superior, anteriormente vinculados a los Ministerios del Trabajo, del Comercio y de la Industria; de la Salud; y de la Educación y Cultura. La creación de la FEFIEG propició la integración de instituciones tradicionales, como la Escuela Central de Nutrición, la Escuela de Enfermería Alfredo Pinto, el Conservatorio Nacional de Teatro (actual Escuela de Teatro), el Instituto Villa-Lobos, la Fundación Escuela de Medicina y Cirugía de Río de Janeiro y el Centro de Biblioteconomía de la Biblioteca Nacional.
Con la fusión de los estados de la Guanabara y de Río de Janeiro, en 1975, la FEFIEG pasó a denominarse Federación de las Escuelas Federales Aisladas del Estado de Río de Janeiro (FEFIERJ). Dos años más tarde, fueron incorporados a la FEFIERJ el Centro Permanente de Archivo (del Archivo Nacional) y el Centro de los Museos (del Museo Histórico Nacional).
El 5 de junio de 1979, por la Ley n.º 6.555, la FEFIERJ fue institucionalizada con el nombre de Universidade do Río de Janeiro (UNIRIO). Y el 24 de octubre de 2003, la Ley n.º 10.750 alteró el nombre de la Universidad para denominarla Universidad Federal del Estado de Río de Janeiro, pero la sigla fue mantenida.[cita requerida]
En abril de 2015, el Ministerio Fiscal acusó a la Universidad Federal de Río de Janeiro de un fraude por valor de R$ 17 millones en contratos firmados entre Petrobras y Unirio.

## Estructura

### Centros

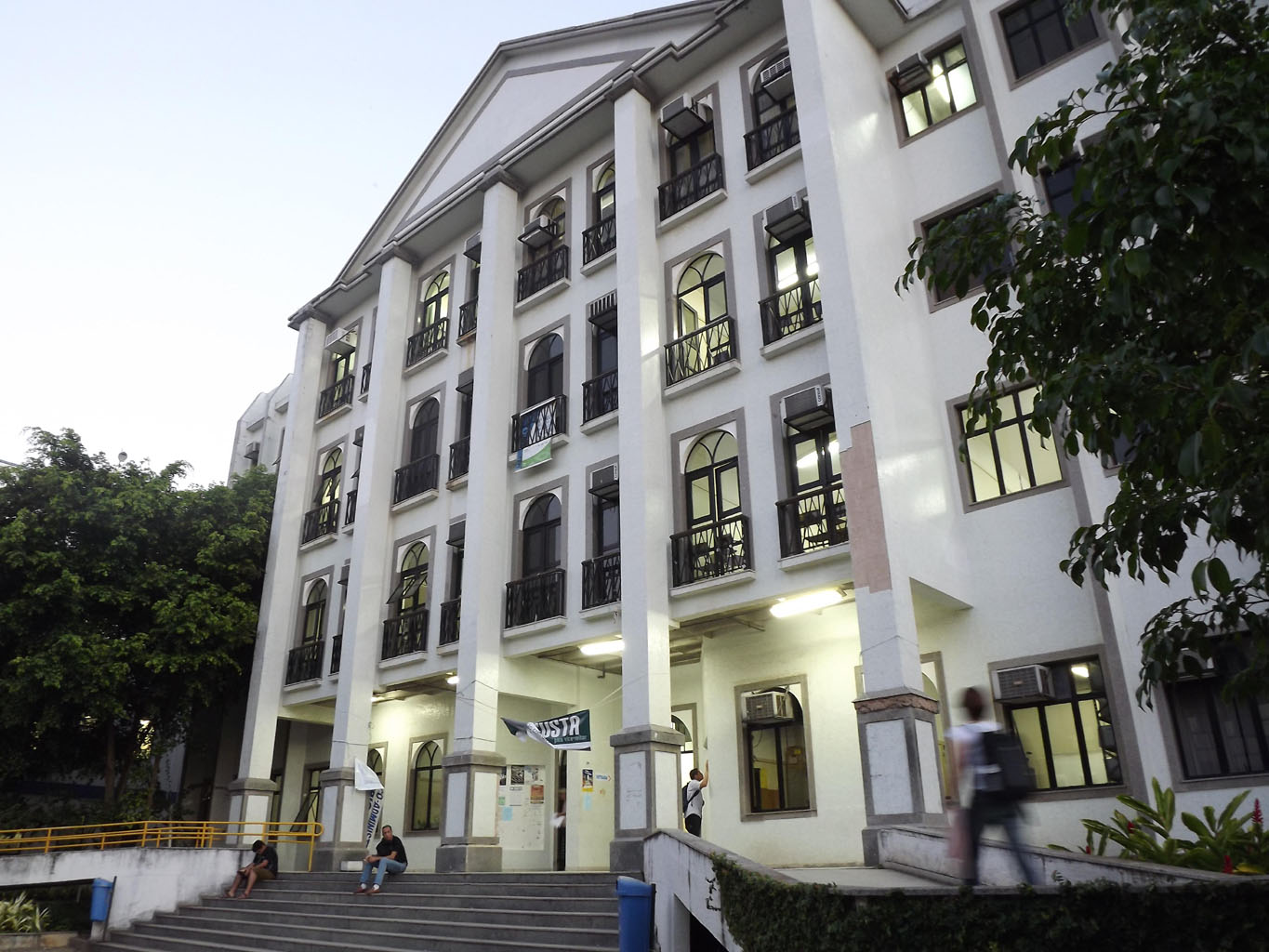
Centro de Ciencias Humanas.

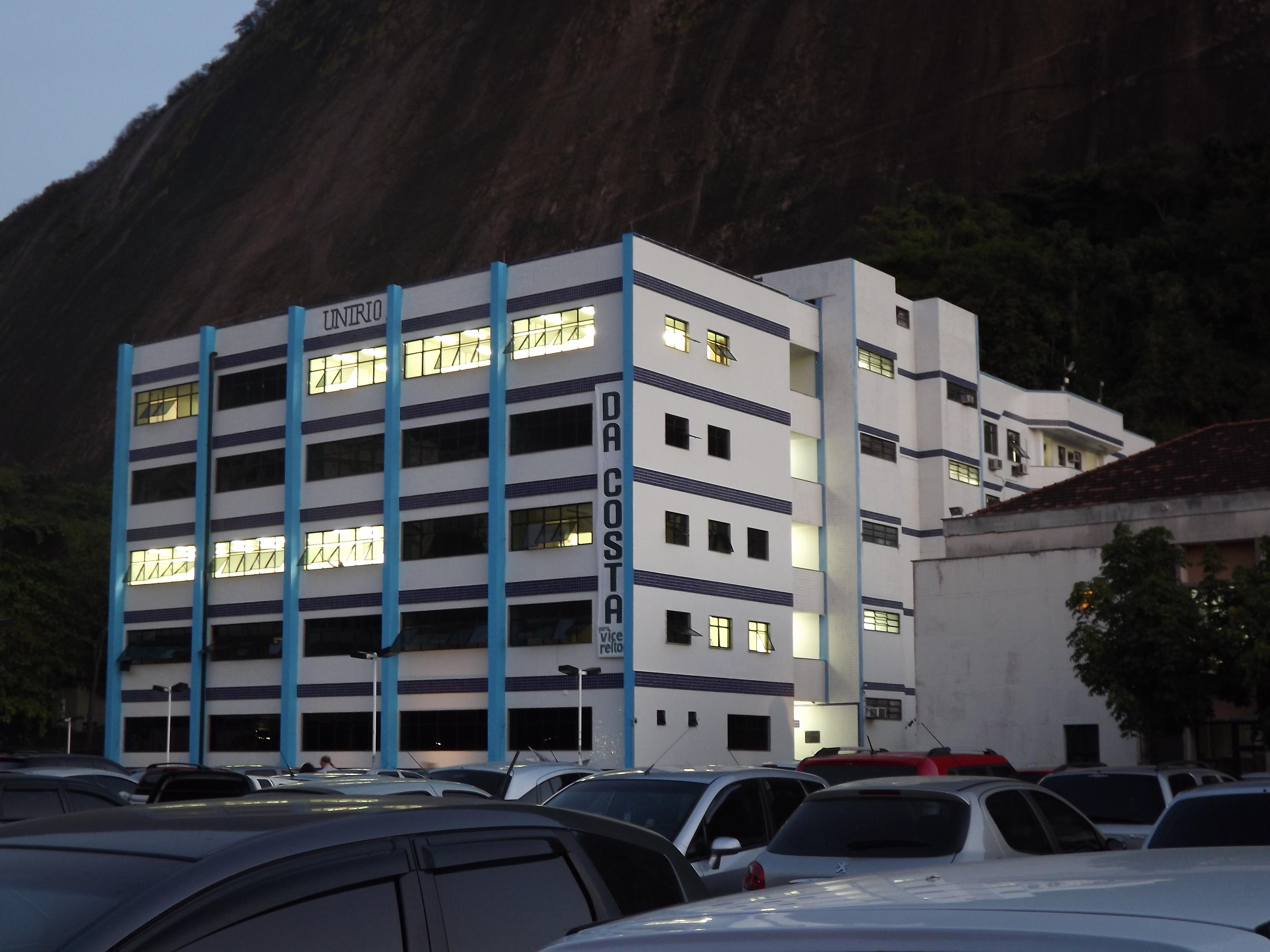
Edificios que albergan el CCET y el IBIO.

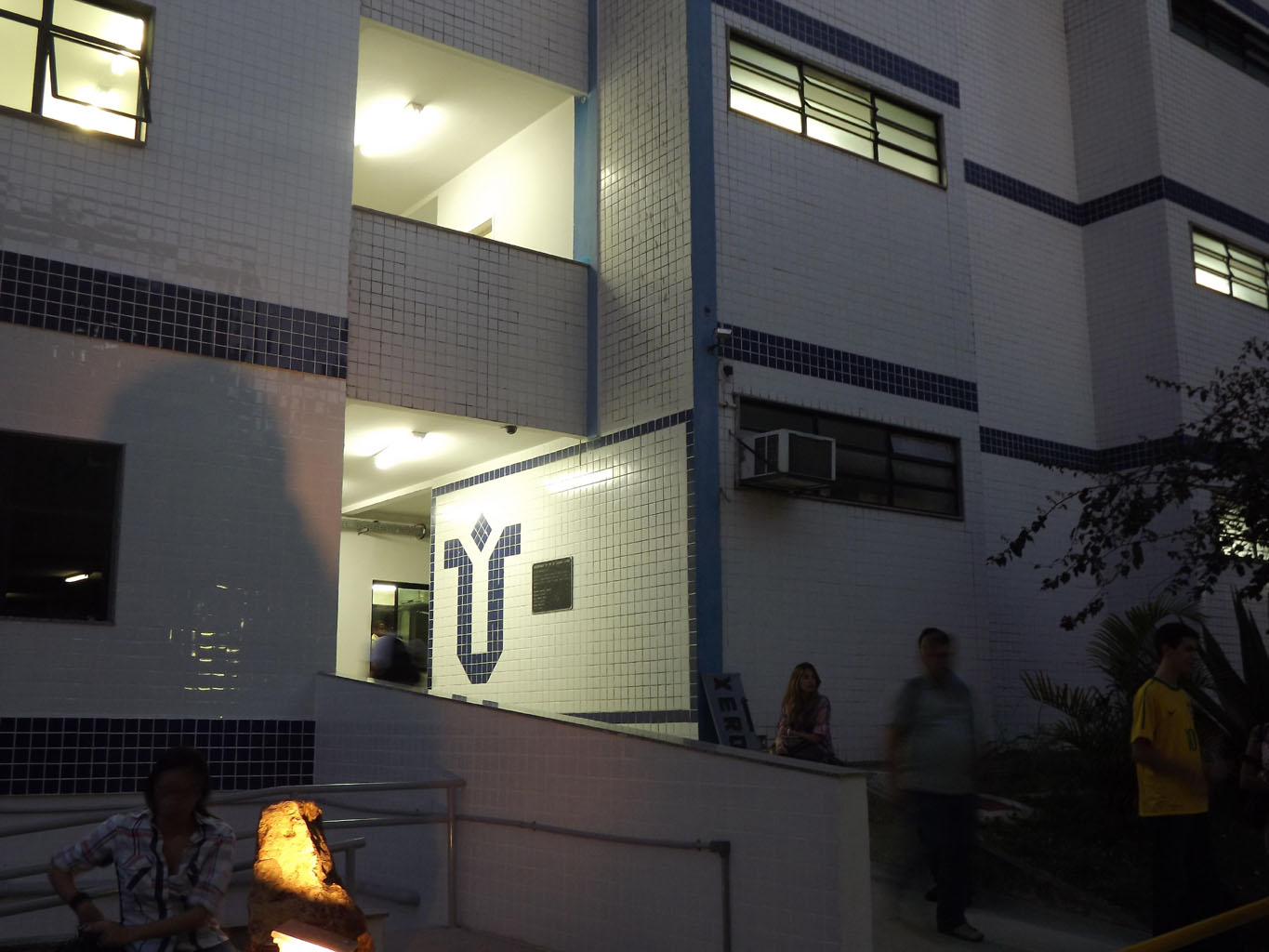
Instituto de Biociencias.

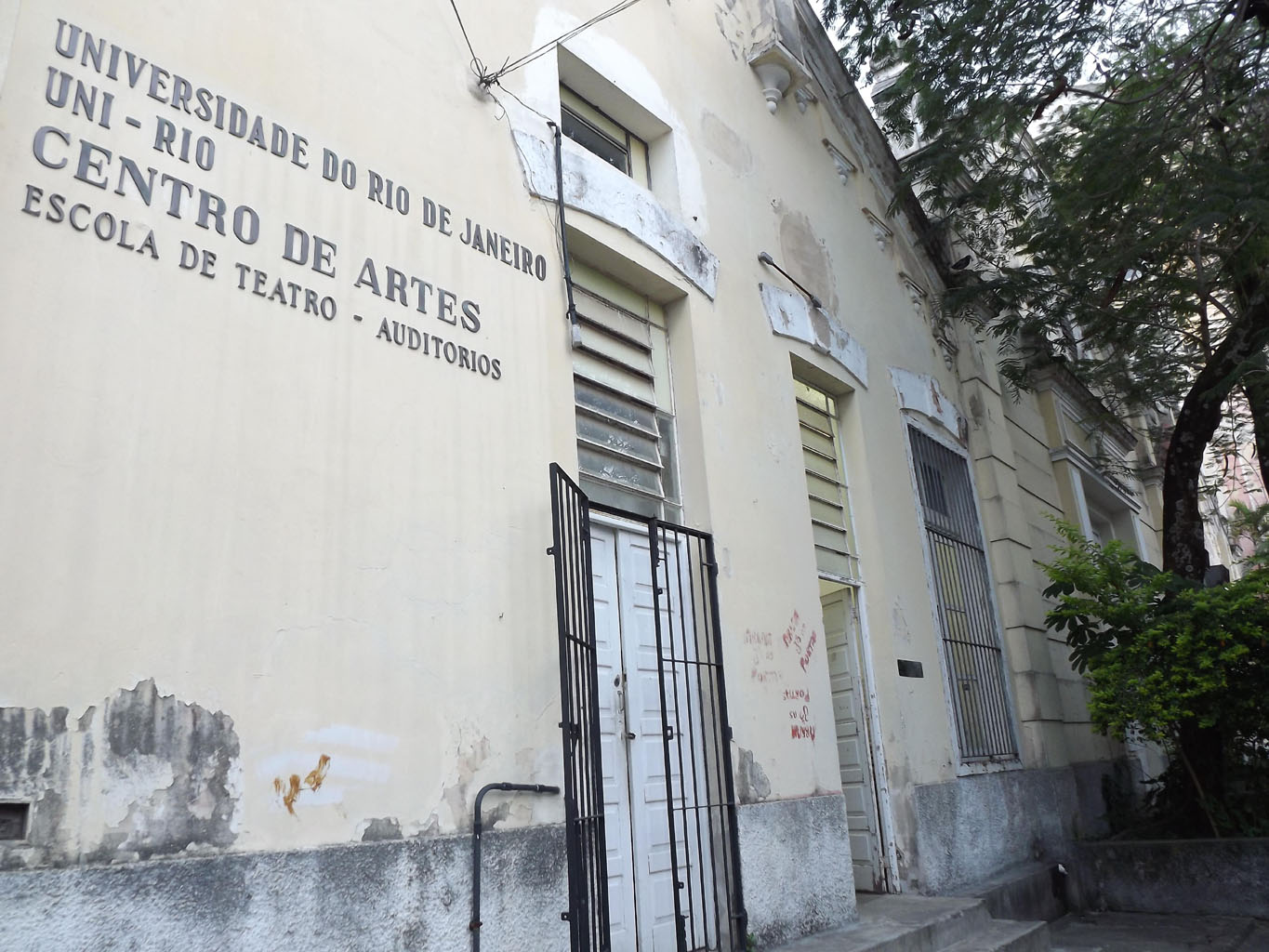
Auditorio de la Escuela de Teatro.

La Universidad es formada por cinco centros que están compuestos por unidades académicas como escuelas e institutos:
- Centro de Ciencias Biológicas y de la Salud (CCBS) - campus Urca (Ibio), Urca (reitoria), Centro (IB) y Tijuca (EMC/HUGG)
- Centro de Ciencias Exactas y Tecnología (CCET) - campus Urca
- Centro de Ciencias Humanas y Sociales (CCH) - campus Urca
- Centro de Letras y Artes (CLA) - Campus Urca
- Centro de Ciencias Jurídicas y Políticas (CCJP) - campus Botafogo

### Órganos suplementarios
- Archivo Central
- Biblioteca Central
- Hospital Universitario Gaffrée y Guinle (HUGG)

### Bibliotecas

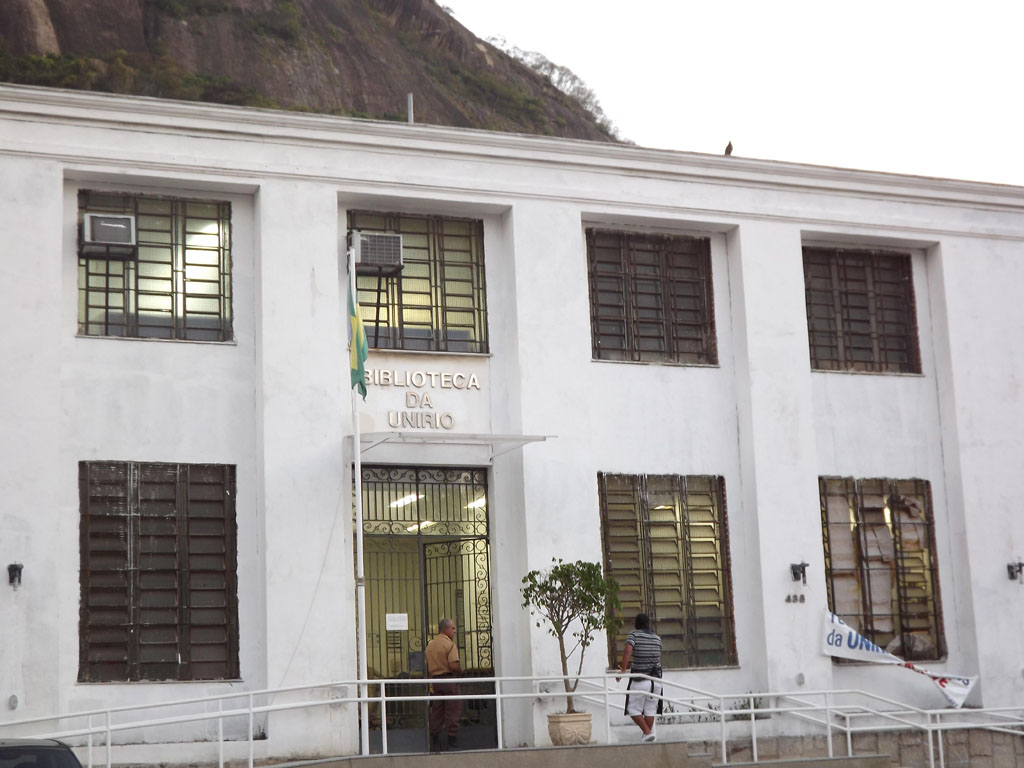
Biblioteca Céntrica de la Unirio, Av. Pasteur n.º 436.

El Sistema de Bibliotecas de la UNIRIO posee un acervo de 188 000 ítems, incluyendo libros, periódicos, tesis, disertaciones, trabajos de fin de curso, partituras, discos, textos teatrales, además de bases de datos, comprendiendo las áreas Biomédicas, Exactas, Humanas y Artes. La Biblioteca Central cuenta con una colección de obras raras y especiales.

### Ingreso
El ingreso a la UNIRIO se hace a través del Sistema de Selección Unificada (SiSU) del Ministerio de Educación (MEC). La institución siempre fue favorable a la utilización del Examen Nacional de la Enseñanza Media (Enem) como método de evaluación de ingreso. De esa forma, fue una de las primeras en adherirse al SiSU en 2010. Existen otras formas de acceso a los cursos de graduación (por medio de transferencia externa y por exención o reingreso.

### Transporte

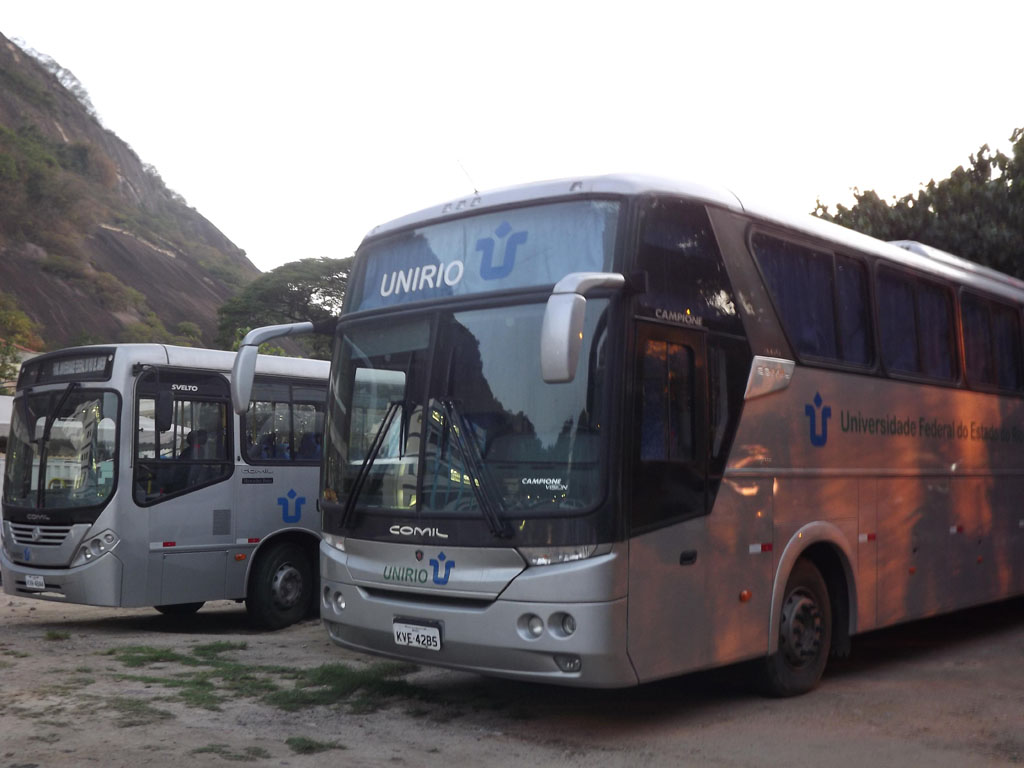
Autobús en el patio del garaje

La universidad dispone de transporte gratuito desde 2009. Un microbús recorre los campus diariamente en horarios predeterminados. La demanda en los horarios diurnos es mayor que la oferta haciendo con que el transporte parta siempre lleno, sin embargo, a la noche, el servicio funciona de forma satisfactoria.

## Enseñanza
La UNIRIO oferta actualmente 21 cursos de graduación y 9 de posgrado. Algunos cursos son bastante tradicionales y prestigiosos — varios de ellos pioneros en sus respectivas áreas — , como los de Medicina (desde 1912) o Enfermería (desde 1890); Biblioteconomía — tuvo su origen como curso en la Biblioteca Nacional, en 1915. La Escuela de Museología, fundada en 1932, también es de las más tradicionales, siendo considerada la más antigua de Sudamérica, el Instituto Villa-Lobos - con origen en el antiguo Conservatorio Nacional de Esquina Orfeônico (CNCO)- 1942, fundado por Villa-Lobos; Escuela de Teatro - proveniente del Conservatorio Nacional de Teatro (CNT), antiguo Curso Práctico de Teatro (CPT) - 1937. Otros son mucho más recientes, como Pedagogía (1999), Sistemas de Información (1999) y Turismo, surgidos ya tras la unificación de los diversos cursos en 1979.
La UNIRIO oferta decenas de cursos de Pregrado, extensión, educación a distancia y Posgrado. Son los siguientes:

### Grado
1. Administración Pública– Bacharelado (Integral)
2. Arquivologia– Bacharelado (Noche)
3. Biblioteconomía– Bacharelado (Mañana o Noche)
4. Biblioteconomía– Licenciatura (Noche)
5. Biomedicina– Bacharelado (Integral)
6. Ciencia Política– Bacharelado (Integral)
7. Ciencias Ambientales– Bacharelado (Noche)
8. Ciencias Biológicas– Bacharelado (Integral)
9. Ciencias Biológicas– Licenciatura (Integral o Noche)
10. Ciencias de la Naturaleza– Licenciatura (Noche)
11. Ciencias Sociales – Licenciatura (Mañana)
12. Derecho – Bacharelado (Noche)
13. Enfermería – Bacharelado (Integral)
14. Ingeniería de Producción – Bacharelado (Tarde/Noche)
15. Filosofía – Bacharelado (Tarde/Noche)
16. Filosofía – Licenciatura (Tarde/Noche)
17. Historia – Bacharelado (Mañana)
18. Historia – Licenciatura (Mañana)
19. Letras – Bacharelado (Noche)
20. Letras – Licenciatura (Noche)
21. Matemática – Licenciatura (Integral)
22. Medicina – Bacharelado (Integral)
23. Museología – Bacharelado (Integral)
24. Música – Bacharelado (Integral) en las siguientes terminalidades: Esquina, Composición, MPB, Regência, Clarineta, Contrabaixo, Fagote, Flauta Transversa, Oboé, Percusión, Piano, Saxofone, Trombone, Trompa, Trompete, Viola, Violão, Violino y Violoncelo
25. Música – Licenciatura (Integral)
26. Nutrición – Bacharelado (Integral o Noche)
27. Pedagogía – Licenciatura (Tarde o Noche)
28. Servicio Social – Bacharelado (Noche)
29. Sistemas de Información – Bacharelado (Integral)
30. Teatro – Bacharelado en Actuación Escénica (Integral)
31. Teatro – Bacharelado en Escenografía y Indumentaria (Integral)
32. Teatro– Bacharelado en Dirección Teatral (Integral)
33. Teatro – Bacharelado en Estética y Teoría del Teatro (Integral)
34. Teatro– Licenciatura (Tarde/Noche)
35. Turismo – Bacharelado (Mañana/Tarde)

| Ciencias Biomédicas - Biomedicina - Ciencias Ambientales - Ciencias Biológicas - Enfermería - Medicina - Nutrición | Ciencias Exactas - Ciencias Naturales - Ingeniería de Producción - Matemática - Sistemas de Información | Humanidades - Administración Pública - Archivística - Artes escénicas - Biblioteconomía - Ciencia política - Derecho - Filosofía - Historia - Letras - Música - Museología - Pedagogía - Trabajo social - Teatro - Turismo |

### Posgrado
| Ciencias Biomédicas - Enfermería - Neurología | Ciencias Exactas - Informática | Humanidades - Archivística - Artes escénicas - Biblioteconomía - Educación - Gestión de Negocios e Inteligencia Competitiva - Historia - Memoria Social - Museología y Patrimonio - Música |

### Enseñanza a distancia
Los cursos a la distancia de la UNIRIO funcionan a través del consorcio del Centro de Educación la Distancia del Estado de Río de Janeiro (CEDERJ), firmado entre la universidad y diversas otras instituciones de enseñanza superior del estado. Actualmente son ofertadas las licenciaturas en Pedagogía, Historia y Matemáticas. Existe un curso de especialización en Educación Especial.